# Libnotes (Goniodineura) malaitae
Libnotes (Goniodineura) malaitae is een tweevleugelige uit de familie steltmuggen (Limoniidae). De soort komt voor in het Australaziatisch gebied.